# Іван Федоров
Іван Федорович або Іван Федоро́вич Москвитин (близько 1510, Велике князівство Литовське або Велике князівство Литовське та Руське — 5 (15) грудня 1583, Львів) — один із перших східнослов'янських друкарів, гравер, інженер та ливарник.
Вважається засновником друкарської справи у Московському царстві (див. Історія книгодрукування в Росії). Спільно з Петром Мстиславцем видав 1564 року в Москві свою першу книгу — «Апостол». 1566 року, через переслідування з боку вищого духівництва та боярства, вирішив покинути столицю Московії та емігрувати до Речі Посполитої.
Тут Іван Федорович також зайнявся книговиданням: у Заблудові (1566—1572), Львові (1572—1575), Дермані й Острозі (1575—1581), знову у Львові (1581—1583). У 1574 уклав і надрукував перший східнослов'янський посібник «Буквар» — з граматикою та цього ж року здійснив друге видання «Апостола».

## Життєпис
Місце його народження невідомо, але, виходячи з геральдичного трактування друкованого знака Федоровича, деякі науковці вважають, що він походить з дрібної західнобілоруської або полісько-підляської шляхти, підписувався родовим гербом Рогоза «Шранява». Існує гіпотеза про народження Івана Федоровича на території сучасного Вілейського району.
У 1532 році, за деякими версіями, здобув ступінь бакалавра Яґеллонського університету, (Краків) — у «промоційній книзі» університету є відповідний запис 1532 року стосовно особи на ім'я Joannes Feodorowicz Moschus.
У 1550-х роках був дияконом церкви Миколи Гостунського в московському Кремлі. Можливо, працював у першій московській друкарні, що анонімно випустила 7 видань у 1550-х роках.
Друкарській справі навчався, мабуть, в анонімній друкарні новгородського священика Сильвестра (1553–1563).
З квітня 1563 по березень 1564 року разом із Петром Мстиславцем працював над підготовкою тексту, литтям шрифту та виготовленням гравюр для видання «Апостола». Сукупність художніх прийомів оформлення тексту, розроблена Іваном Федоровим, вплинула на подальше східнослов'янське друкарство. У післямові до «Апостола» 1564 року безпосереднім ініціатором створення друкарні названий цар Іван IV Грозний.
До 1565 року Іван Федорович і Петро Мстиславець надрукували кілька літургійних церковнослов'янських книг.
Після спалення їхньої друкарні, до якого доклало рук московське духовенство, обидва друкарі залишили Московію; осіли в Заблудові (північне Підляшшя, на межі польських і білоруських земель), у маєтку литовського гетьмана Григорія Ходкевича, згодом прихильника Івана IV Грозного як претендента на польський престол. Існує припущення, що друкарі втекли з Москви від переслідування, бо нова техніка створила конкуренцію московським переписувачам книг.
У Заблудові Іван Федорович змінив своє московське прізвище (Іван Федоров) на Федорович. Найменування Федоров — за іменем батька свідчить про те, що він не належав до знатної родини. У Московії так називали людей не іменитих, бо лише знатним дозволялося вживати форми на -ич. У Білорусі й Україні таких обмежень не існувало, і друкар називав себе «Іваном Федоровичем», додаючи до цього пояснення «з Москви», або «москвитин».
Упродовж 1569–1570 років надруковані Учительне Євангеліє та Псалтир з Часословцем. Обидві книги прикрашені заставками й ініціалами: Євангеліє — геральдичною композицією, Псалтир — двома гравюрами. Передмови написані Іваном Федоровичем і Г. О. Ходкевичем.
У 1572 році переїхав до Львова (без Петра Мстиславця).

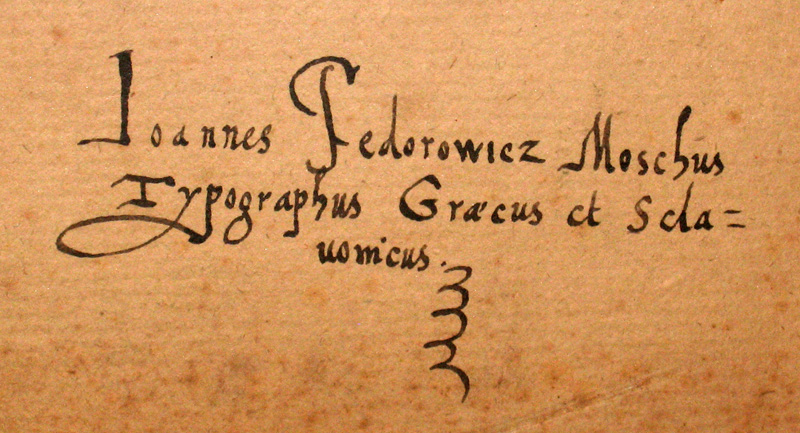
Підпис Івана Федоровича, 23 липня 1583 року

Упродовж 1573–1574 років у монастирі св. Онуфрія «друкованє занедбане обновил» (надгробна епітафія на могилі у Львові). Разом зі своїм сином Гринем Івановичем із Заблудова працював над новим виданням «Апостола», прикрашеним заставками, ініціалами, кінцівками і трьома гравюрами. У післямові розповів про свою друкарську діяльність у Москві й Литві та про переїзд до Львова. Там же в 1574 році надрукував перший східнослов'янський Буквар.
У Львові його звали «друкар москвитин» (лат. Iwan Moschus), що могло вказувати як на місце, звідки він прибув, так і на його національність.
У 1575 році перейшов на службу до воєводи Київського, князя Костянтина Василя Острозького управителем Дерманського монастиря (ймовірно, за протекції вдови Г. Ходкевича).

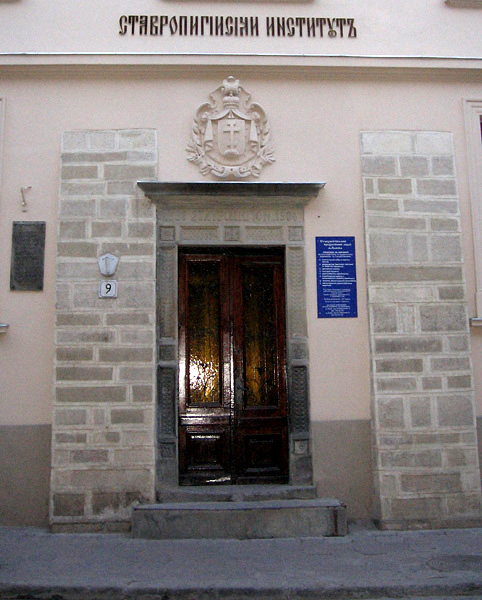
Будинок друкарні Львівського Успенського Ставропігійського братства, де були надруковані книги Івана Федоровича

У 1578 році перебрався до Острога, де заснував друкарню (спочатку надрукував новий Буквар з рівнобіжними греко-слов'янськими текстами).
У 1580 році видав Новий Завіт і Псалтир й окремо покажчик до останнього.
Упродовж 1580–1581 років спільно із сином, палітурником (інтролігатором) Іваном Друкаревичем, видав першу повну слов'янську Біблію за одним із списків Геннадієвої Біблії (т. зв. Острозька Біблія) з власною післямовою. Вийшли два наклади, у кожному — своя редакція тексту післямови видавця.
У 1581 році вийшло останнє видання Івана Федоровича — «Хронологія» Андрія Римші (на 1 аркуші).
Розійшовшись із князем К. В. Острозьким, повернувся до Львова; відновити друкарню не спромігся. Вона перейшла у власність Львівського Успенського Братства, пізнішого Ставропігійського Інституту, який користувався орнаментами Івана Федорова до початку XIX століття.
За іншою версією, він хотів викупити друкарню після повернення до Львова в 1582 році, вона перебувала в заставі у Ізраеля Якубовича. Також відливав гармати на замовлення короля разом із пушкарем Данилом.
Написав передмову до Заблудівського Псалтиря, післямову до Апостола 1564 року, Львівського Апостола і Львівської Абетки. У літературному відношенні найбільший інтерес становить післямова до Львівського Апостола, де Іван Федорович пише про те, що змусило його взятися за нелегку працю друкаря й продовжувати її в найважчих обставинах.
Першим опублікував найдавніші пам'ятники слов'янської літератури: болгарське «Сказаніє о письменах» Чорноризця Храбра (початок X століття) у додатку до Острозької Азбуки й одне зі слів Кирила Туровського (в Учительному Євангелії).
Останні два роки життя провів у роз'їздах. Відомо, що в 1583 році відвідав Краків і Відень, де показував імператорові Рудольфу ІІ свій винахід — багатоствольну гармату зі змінними стволами.

## Сім'я
Мав сина Івана, відомий як Іван Друкаревич — відливач літер, складач, палітурник (інтролігатор). Відомо, що він був «старшим сином» і успадкував друкарське підприємство, але про інших дітей відомостей не збереглося.

## Поховання, перепоховання
За одними даними, Івана Федоровича поховали на цвинтарі монастиря святого Онуфрія, за іншими — у самій церкві того ж монастиря у Львові.
За ще іншими припущеннями, його поховали на приміському цвинтарі Папарівка (біля села Підзамче; у 1867 році цвинтар ліквідували через будівництво залізничної колії Львів — Броди, а останки відомих людей, які були там поховані, перепоховали у храмі Св. Онуфрія). Це явна помилка, адже цвинтар Папарівка виник набагато пізніше смерті Івана Федоровича.
На надгробку Івана Федоровича в Онуфріївському монастирі було зроблено напис: Іван Федорович друкар Москвитин которий своїм тщанієм друкованіє занедбалоє обновив. Надгробок проіснував до 1883.
Збереглися малюнки надгробної плити І. Федоровича, зроблені на початку XIX століття церковним діячем й істориком Модестом Гриневецьким.
Востаннє останки Івана Федоровича перепоховали монахи в 1903 році.
У 1975 році львівський музеолог Борис Возницький облаштовував в Онуфріївському монастирі Музей мистецтва давньої української книги. Для цього археолог Ігор Свєшніков проводив у храмі археологічні дослідження. Возницький помітив, що на плані церкви в одному місці стоїть літера «Ф». Вона позначала замуровану нішу з останками двох чоловіків — 70 та 25 років. Виникло припущення, що це тлінні рештки Івана Федоровича та його сина Івана Друкаревича. Протягом наступних років знайдені кістки зберігалися у Музеї мистецтва давньої української книги в дерев'яних ящиках (причому протягом цього періоду сам музей був переселений із Онуфріївського монастиря на територію палацу Потоцьких.
У 2003 році одна з російських делегацій під час візиту до Львова вимагала, щоби рештки друкаря були перевезені до Москви, але дістала відмову.
Протягом всього цього часу львівські музейники намагалися залучити фахівців-антропологів для дослідження мощів, але на перешкоді ставала висока вартість таких досліджень. У 2013 році Львівська галерея мистецтв дістала згоду кафедри судової медицини Вроцлавського університету безкоштовно провести такі дослідження у її сучасній лабораторії, яка займається дослідженням останків. У процесі досліджень з'ясували, що в кістках старшого з похованих втричі перевищений вміст важких металів (свинцю, олова, кадмію), а на суглобах і на хребті є деформація. На такі хвороби потерпали друкарі та складачі. Дослідження також довели, що обидва поховані (70- і 25-річні) були родичами (згідно з довідкою від Вроцлавського університету, їхні ДНК збігаються на 99 %). З цього у Львові зробили висновок, що це Іван Федорович й Іван Друкаревич.
У грудні 2014 року у Львові відбулося урочисте перепоховання решток Івана Федоровича. Раку з ними спочатку перевезли з приміщення Музею мистецтва давньої української книги до храму Успіння Пресвятої Богородиці, що на вул. Руській, де відбулася поминальна панахида. Відтак процесія з чотирма раками (крім Івана Федоровича та його сина, 1975 року в крипті Онуфріївського монастиря знайшли рештки ще десяти людей) рухалася центральними вулицями Львова (Руська — Підвальна — Насипна — площа Вічева — Чорноморська — пл. Старий Ринок — Б. Хмельницького), після чого раки заклали у стіну храму Св. Онуфрія, тобто на те місце, звідки свого часу вийняли тлінні рештки.

## Вшанування пам'яті
Ім'я Івана Федорова носить Книжкова палата України — головний орган державної бібліографії України.
Іменем Івана Федорова довгий час називали Український поліграфічний інститут у Львові (тепер Українська академія друкарства).
У Росії його іменем названо продовжуване видання, присвячене стародрукам — «Федоровські читання» (М., 1976 і далі.).
У Львові та Москві встановлено пам'ятники Іванові Федоровичу.
У місті Старокостянтинів (Хмельницька область) на честь Івана Федорова названо Центральний парк.
Під час німецької окупації у Львові була Федоровічґассе (нинішня вул. Хотинська). З 1949 року на честь Федорова названо вулицю у центральній частині Львова (колишня вул. Бляхарська), де міститься колишня будівля Ставропігійського інституту і з 1944 року діє Ставропігійський професійний ліцей (до 1990 — ПТУ), що готує кваліфікованих робітників-поліграфістів.
1977 року на честь Івана Федоровича названо вулицю в Києві.

Пам'ятник Івану Федоровичу у Львові
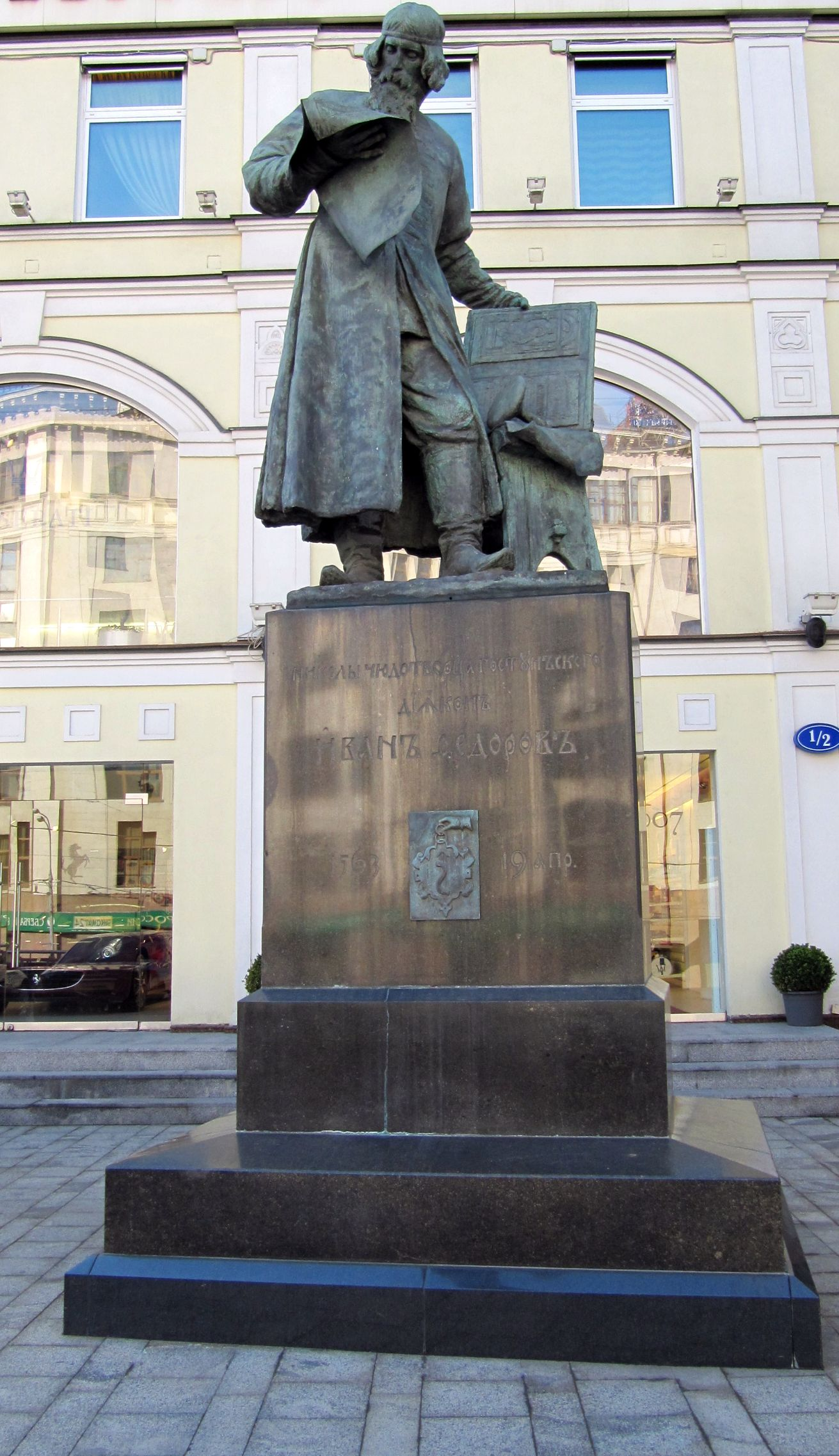
Пам'ятник в Москві
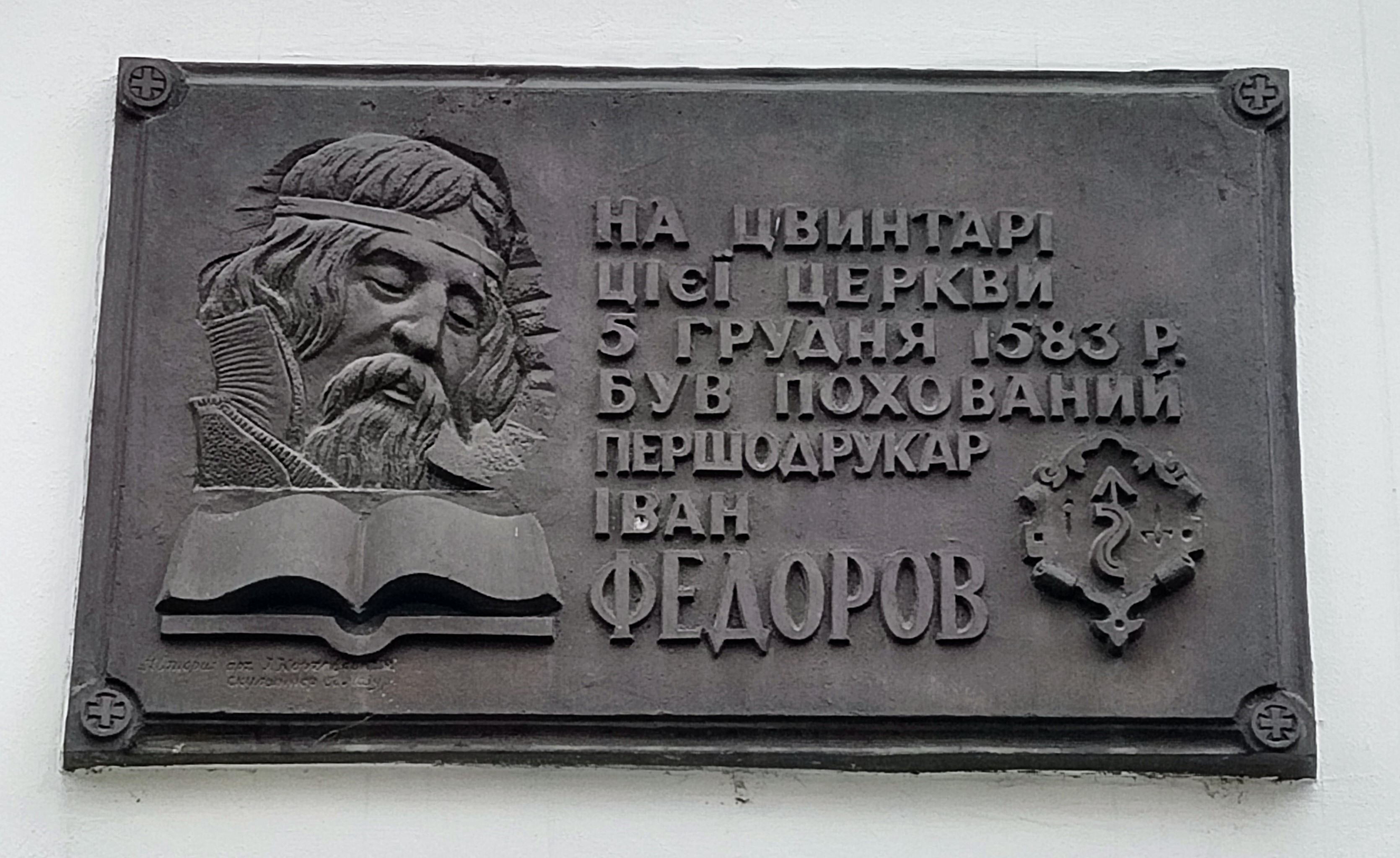
Меморіальна дошка на дзвіниці монастиря Святого Онуфрія у Львові
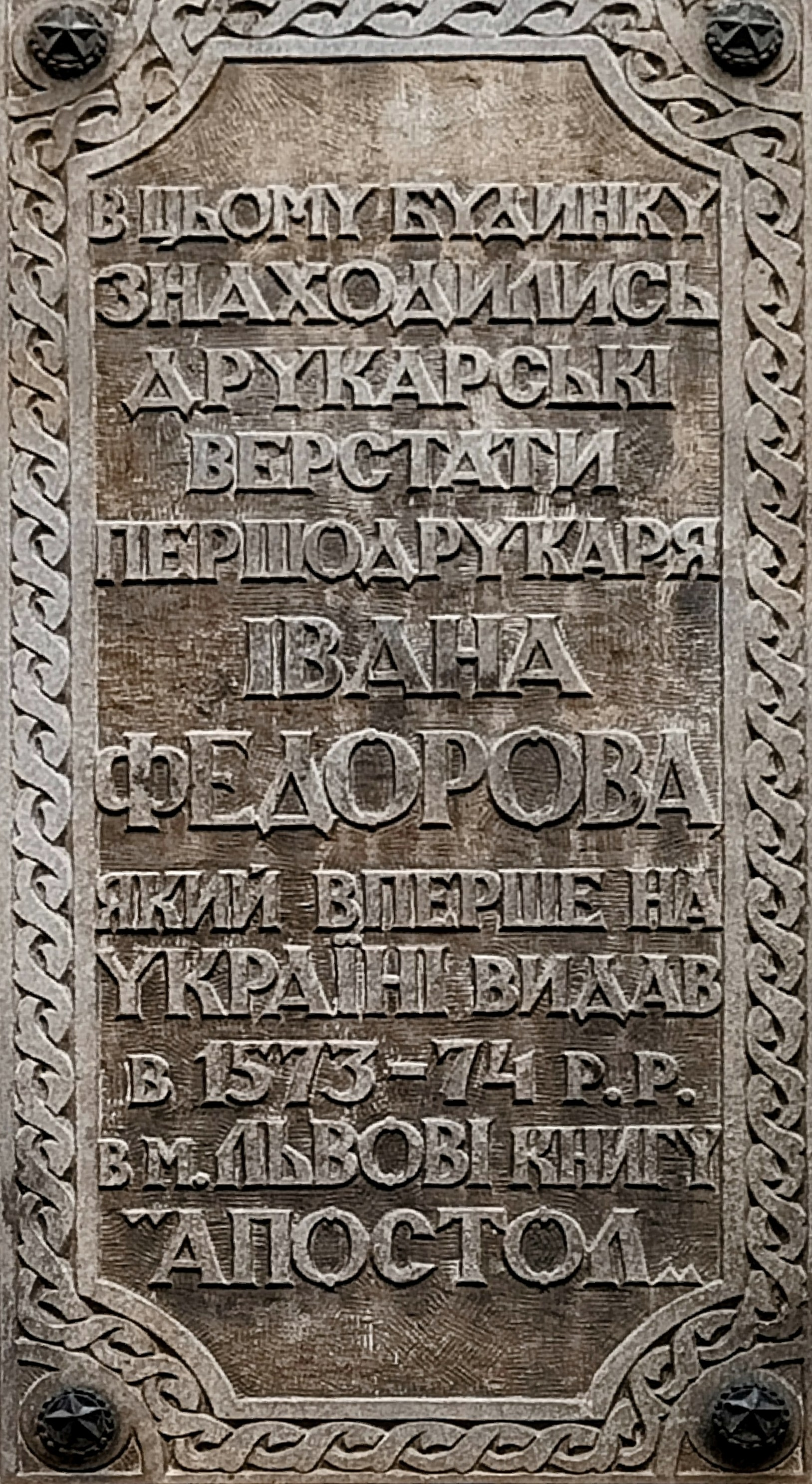
Меморіальна таблиця на друкарні Ставропігійського інституту у Львові

## Видання

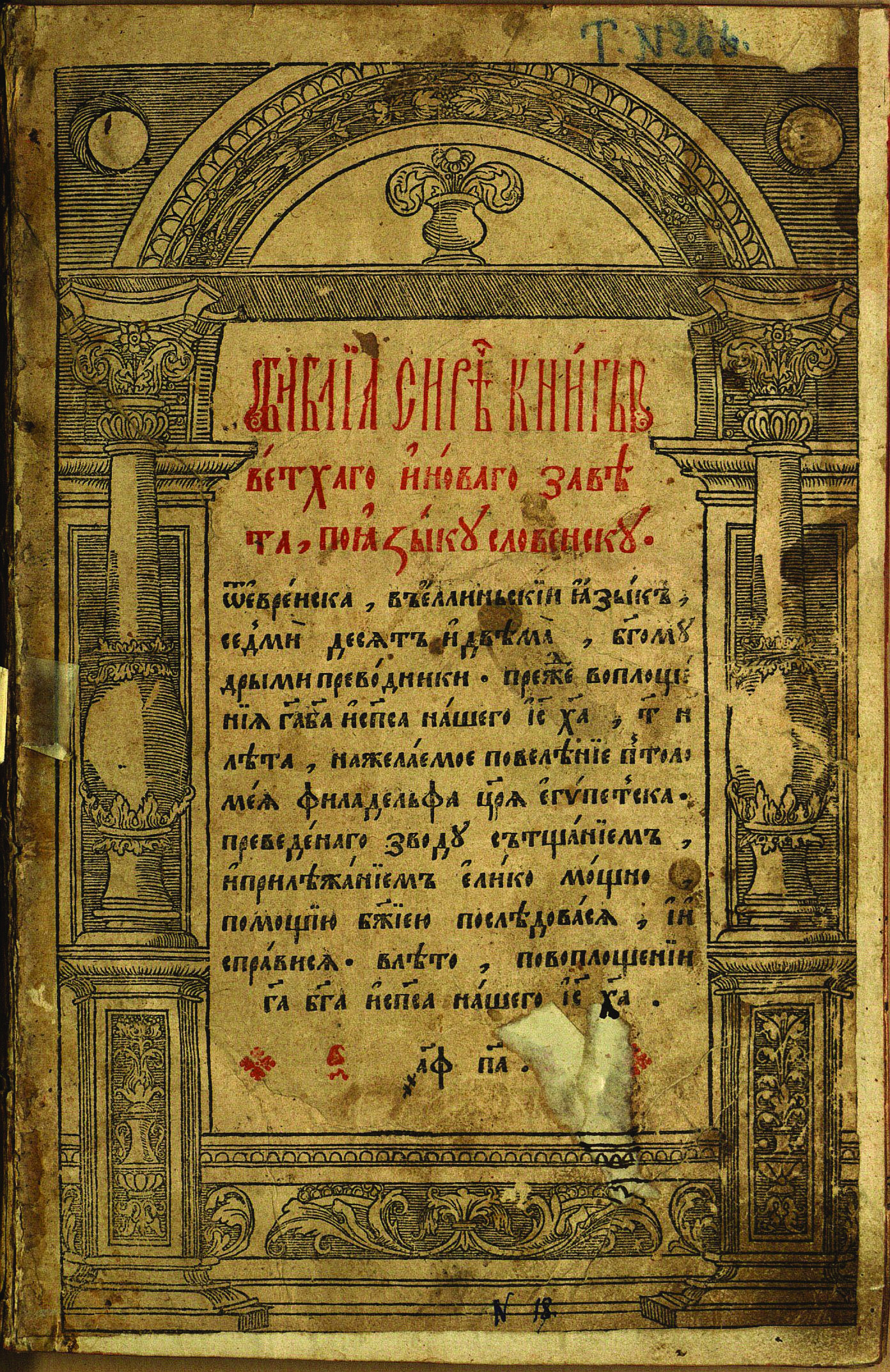
Сторінка Острозької Біблії 1581

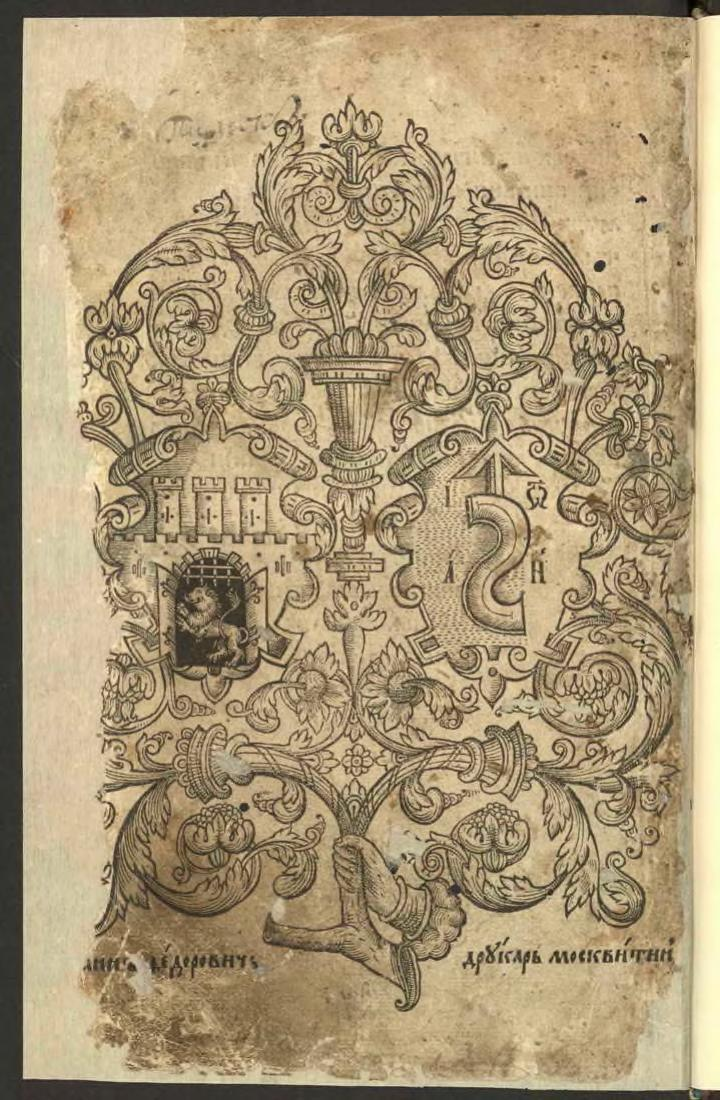
Остання сторінка «Апостола» (1574)

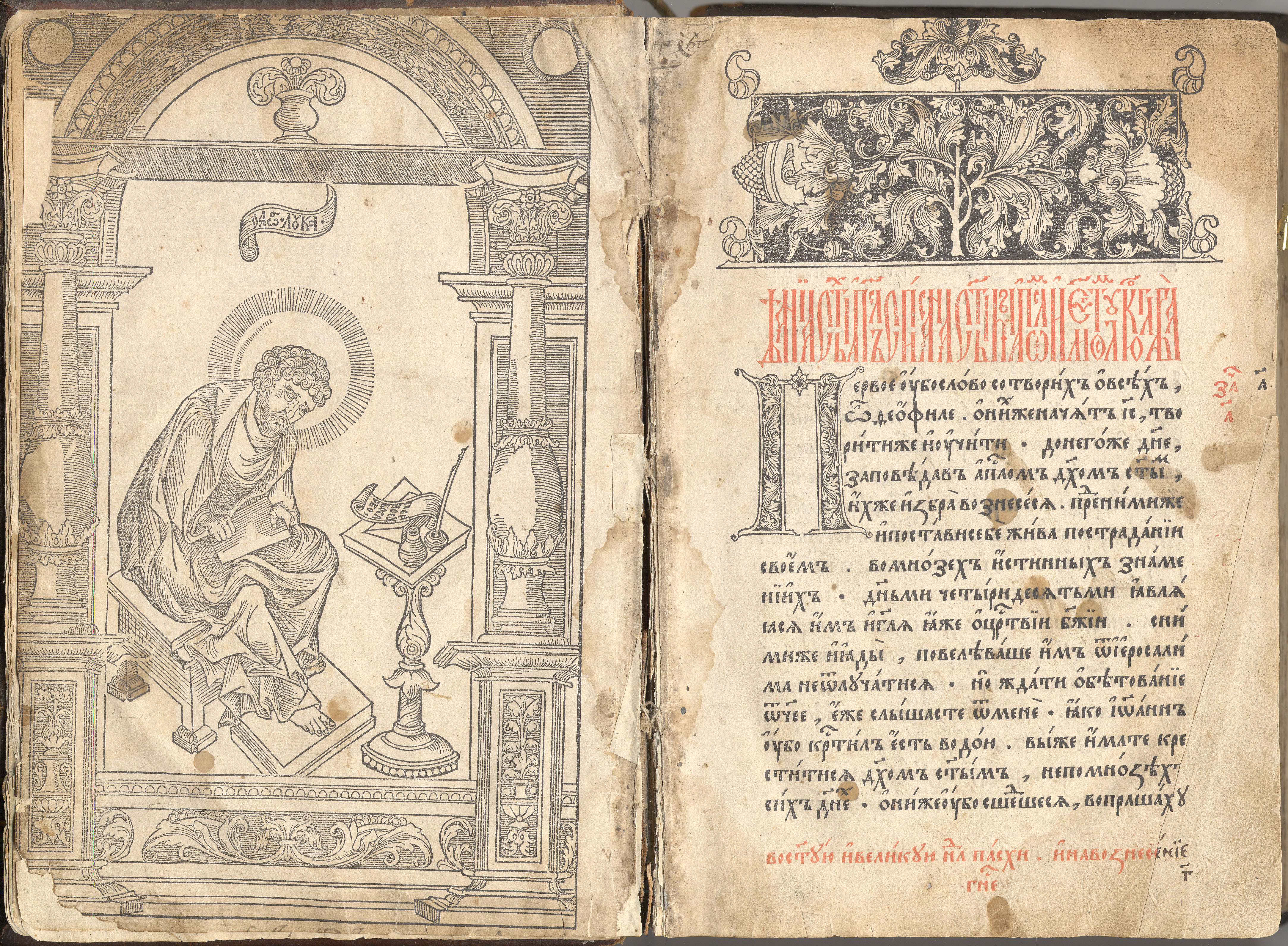
Московський Апостол 1564

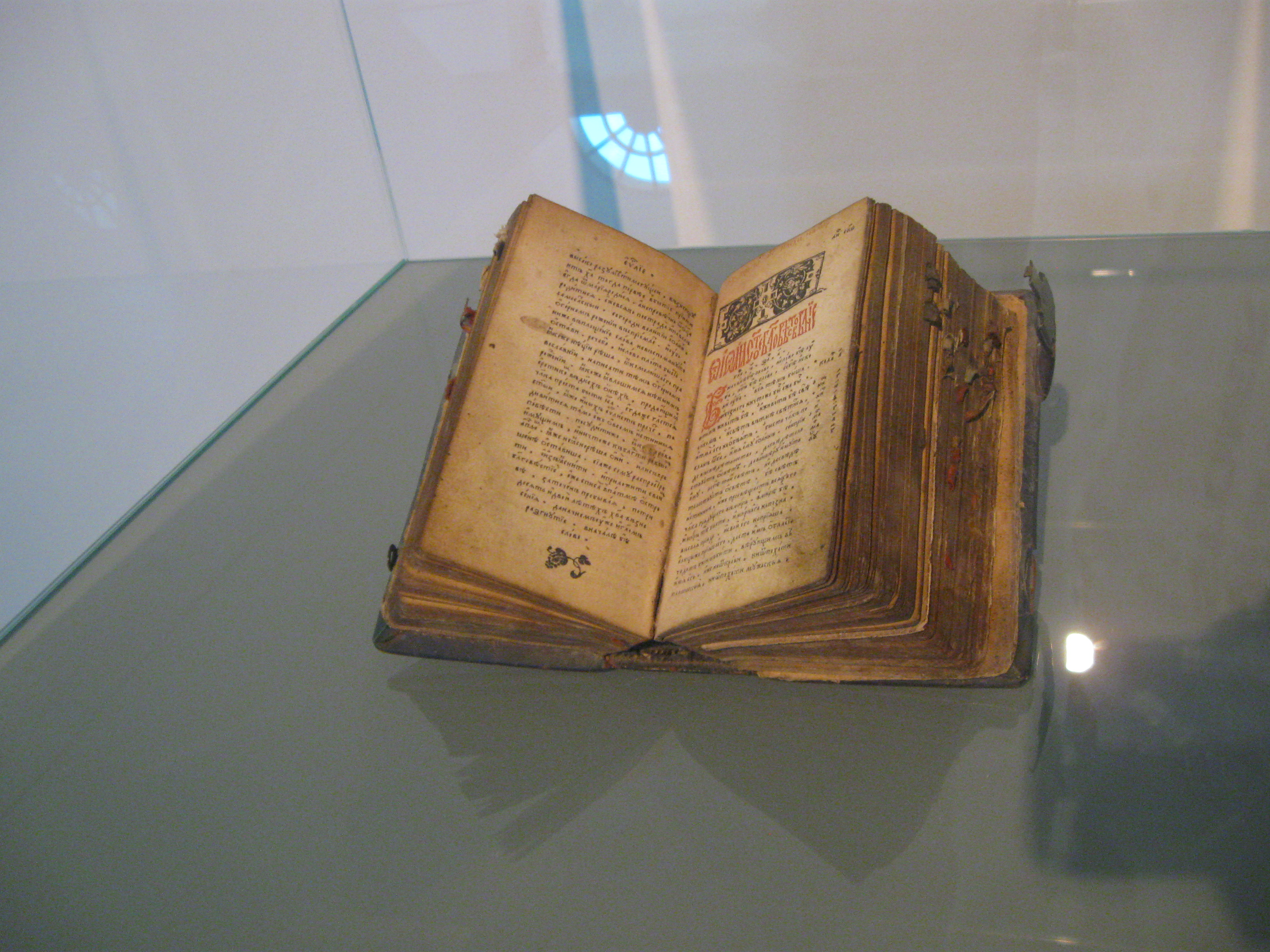
Євангеліє (1581)

1) Апостол (1564), Москва, друкувався з 17/IV 1563 по 1/III 1564, 6 ненумерованих листів + 262 нумерованих (тут і далі мається на увазі нумерація кириличними буквами), формат сторінок не менший 285×193 мм, друк в два кольори, тираж близько 1000, збереглось не менше 47 екземплярів.
2 та 3) Часлословець. Москва, два тиражі (7/VIII — 29/IX та 2/IX — 29/X 1565), 173 (у другому тиражі 172) ненумеровані листи, формат не менший 166×118 мм, друк в два кольори, збереглось не менше 7 екземплярів.
4) Євангеліє учительне. Заблудів, 8/VII 1568—17/III 1569, 8 ненумерованих + 399 нумерованих аркушів, формат не менший 310×194 мм, друк у два кольори, зберігся щонайменше 31 примірник.
5) Псалтир з часословцем. Заблудів, 26/IX 1569—23/III 1570, 18 ненумерованих листів + 284 листи першого рахунку + 75 листів другого рахунку, формат (за сильно обрізаним екземпляром) не менший 168×130 мм, друк в два кольори. Дуже рідкісне видання: відомі всього три екземпляри, причому всі неповні. Вперше в кириличному книгодрукуванні набрані розграфлені таблиці.
6) Апостол. Львів, 25/II 1573—15/II 1574, 15 ненумерованих + 264 нумерованих листи, формат не менший 300×195 мм, друк в два кольори, тираж 1000—1200, збереглося не менше 70 екземплярів. Передрук московського видання 1564 року з дещо кращим оформленням.
Один з примірників Апостола виявили серед інших вкрадених старожитностей у схованці екс-президента Януковича в Межигір'ї після його втечі.
7) Буквар. Львів, 1574, 40 ненумерованих листів, полоса набору 127,5×63 мм, друк в два кольори, тираж, ймовірно, 2000, але наразі знайдено лише один екземпляр (зберігається в бібліотеці Гарвардського університету).
8) Греко-руська церковнослов'янська книга для читання. Острог, 1578, 8 ненумерованих листів, полоса набору 127,5×64 мм, друк в один колір, вперше у Івана Федорова набір в дві колонки (паралельно грецький та слов'янський текст), також відомий лише один екземпляр (зберігається в Державній бібліотеці міста Готи, східна Німеччина). Цей екземпляр переплетений разом з екземпляром Букваря 1578 року (див. нижче), через що часто їх вважають однією книгою, на яку посилаються як на Острозьку азбуку 1578 року (див., наприклад, факсимільне перевидання: М.: Книга, 1983).
9) Азбука (Читанка). Острог, 1578, 48 ненумерованих листів, полоса набору 127,5×63 мм, друк в один колір, тираж був більшим, але збереглися лише два неповні екземпляри (один вже згадували вище, інший зберігається в Королівській бібліотеці Копенгагена). Повтор львівського букваря 1574 року з доданим «Словом о буквах» Черноризця Храбра.
10) Новий заповіт до Псалтиря. Острог, 1580, 4 ненумеровані + 480 нумерованих листів, формат не менший 152×87 мм, друк в два кольори, про тираж відомості відсутні, збереглось щонайменше 47 примірників.
11) Алфавітно-предметний Покажчик до попереднього видання («Книжка, собраніе вещей…»). Острог, 1580, 1 ненумерований + 52 нумерованих листи, полоса набору 122×55 мм, друк в один колір, збереглось щонайменше 13 екземплярів (часто підшиті до кінця попередньої книги, але явно друкувались окремо й оформлені як особливе видання).
12) Хронологія Андрія Римші («Которого ся мсца што за старыхъ вековъ дѢело короткое описаніе»). Острог, 5/V 1581, двосторінкова листівка (текст розміщений на внутрішніх сторінках), полоса набору близько 175×65 мм. Єдиний відомий екземпляр зберігається в Російській національній бібліотеці Спб.
13) Острозька Біблія (1581). 8 ненумерованих + 276 + 180 + 30 + 56 + 78 нумерованих листів п'яти рахунків, формат не менший 309×202 мм, набір в дві колонки, в тому числі деякі на грецькій мові; друк переважно в один колір (кіновар тільки на титулі). Тираж до 1500, збереглося близько 400 (рекордно багато, навіть серед новіших видань).